# Marieke (standbeeld)

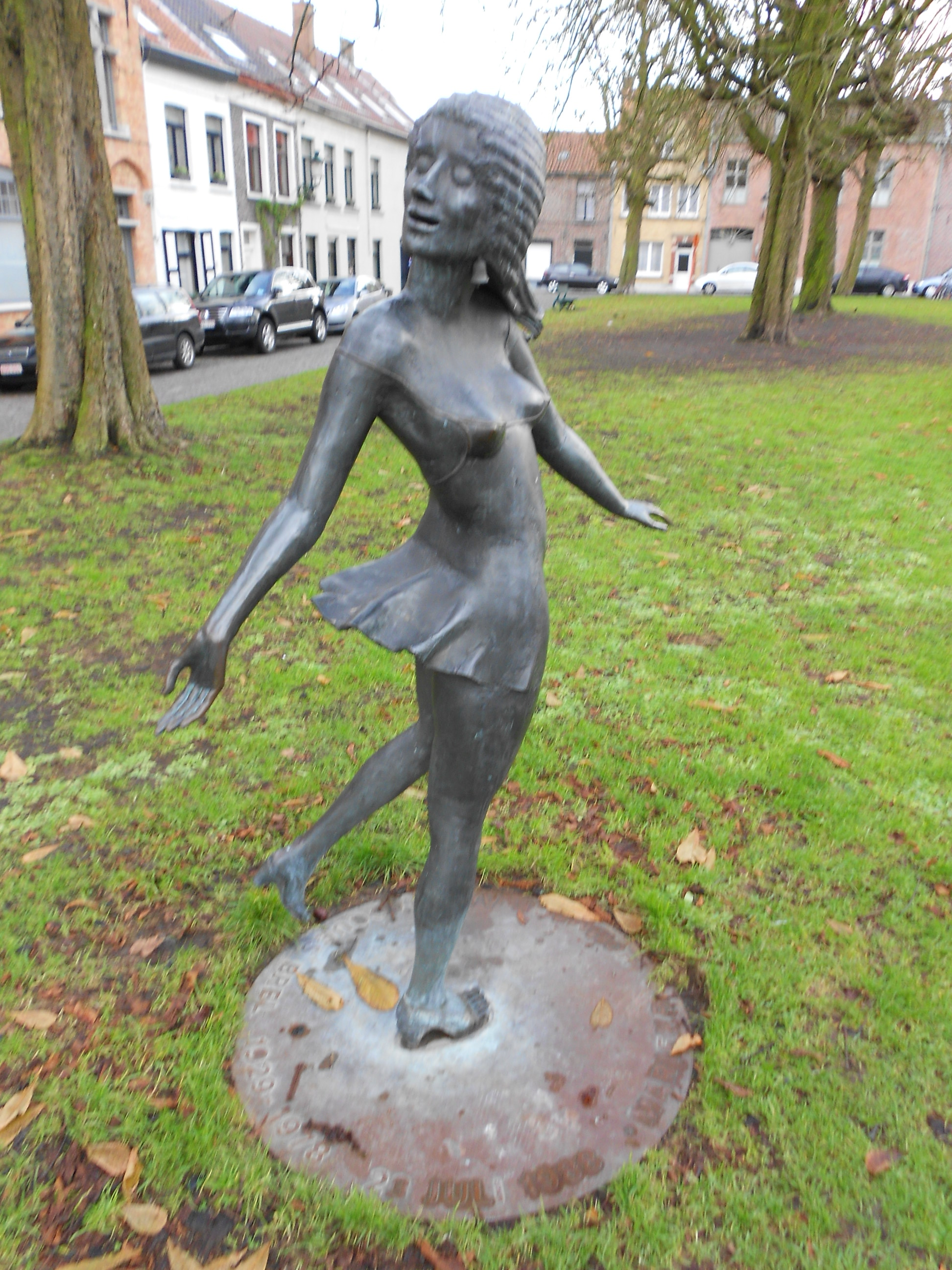
Dansende Marieke

Marieke is een kunstwerk van de Belgische beeldend kunstenaar Jef Claerhout. Het beeld is een eerbetoon aan de zanger Jacques Brel en zijn lied Marieke en bevindt zich aan de Coupure te Brugge
Het kunstwerk kwam er nadat de Belgische journalist Johan Anthierens erop gewezen had dat een dergelijk eerbetoon op zijn plaats zou zijn. In 1988 onthulde Frank Van Acker, de toenmalige burgemeester van Brugge, het standbeeld.